# Marijan Pušnik
Marijan Pušnik (sinh ngày 1 tháng 11 năm 1960) là một huấn luyện viên và cựu cầu thủ bóng đá người Slovenia.

## Sự nghiệp Huấn luyện viên
Marijan Pušnik đã dẫn dắt Dravograd, SAK Klagenfurt, Celje, Maribor, Avispa Fukuoka, Olimpija Ljubljana và Hajduk Split.